# Woodhead-Kommission
Die Woodhead-Kommission war eine im Februar 1938 von der Mandatsmacht Großbritannien eingerichtete Kommission unter der Leitung von John Woodhead, welche Teilungsvorschläge für das Mandatsgebiet Palästina entwickeln sollte, nachdem sich die von der Peel-Kommission im Juli 1937 vorgelegten Vorschläge als nicht durchführbar erwiesen hatten. Die Mitglieder der Woodhead-Kommission waren von Mai bis Juli 1938 drei Monate in Palästina. Sie sprach, anders als die Peel-Kommission, nur mit Juden und Briten. Dass Großbritannien eine weitere Kommission ins Land beorderte, wurde verschiedentlich als „Re-Peel“ verspottet. Potentielle arabische Gesprächspartner wurden mit Morddrohungen von einer Teilnahme abgehalten. Jerusalems Vize-Bürgermeister Hassan Sidqi Dadschani, der angedeutet hatte, aussagen zu wollen, wurde nahe der Stadt ermordet aufgefunden.
Die Kommission legte ihren rund 300 Seiten starken Bericht am 9. November 1938 vor und machten drei Teilungsvorschläge, die alle im Vergleich zum Peel-Plan die Größe des den Zionisten zugeteilten Landes deutlich verkleinerten. Voraussetzung für eine erfolgreiche Teilung war, dass Juden und Araber in getrennten Staaten leben würden, doch war bereits unmittelbar nach dem Peel-Plan seitens der Regierung in London der Entschluss gefasst worden, keine Zwangsumsiedlung durchführen zu wollen. Im Woodhead-Bericht hieß es, „[arabische Bauern] haben eine tiefe – von den Bauern auf der ganzen Welt geteilte – Bindung zum Land ihrer Vorfahren“. Indes ersuchten in den USA pro-zionistische Gruppen die Regierung vergeblich um eine Einmischung in die britische Angelegenheit. Die USA sollte erst mit dem Anglo-amerikanischen Untersuchungskomitee von Ende 1945 aktiv werden.
Die Kommission kam zu dem Schluss, dass eine Teilung nicht durchführbar sei und formulierte ihre Vorschläge in beabsichtigt unannehmbarer Weise. Charles Tegart, der den Aufstand bekämpfte, war dies nicht entgangen, formulierte er doch einen privat gebliebenen „Plan D“, einschließlich eines  „Reservats für Ex-Mitglieder von Kommissionen“. Ein Kommissionsmitglied vermochte keinen der Vorschläge zu unterstützen. Die Zionisten lehnten alle Vorschläge der Kommission ab. Mohammed Amin al-Husseini verweigerte seine Mitarbeit an den Anhörungen der Kommission. Es folgte die St.-James-Konferenz und das Weißbuch von 1939. „Es liegt auf der Hand, dass die sicherste Grundlage für Frieden und Fortschrit in Palästina eine Verständigung zwischen Arabern und Juden wäre“, ließ die Regierung Chamberlain verlauten und begrub das Projekt einer Aufteilung Palästinas.

## Teilungsvorschläge
- Plan A – Engste Anlehnung an den Teilungsplan der Peel-Kommission. Die Woodhead-Kommission empfiehlt diesen zur Ablehnung, weil er massive Umsiedlungen vorsieht.[2]
- Plan B – Jüdischer Staat ohne West- und Zentralgaliläa. Zur Sicherheit der benachbarten Juden wäre ein dauerhaftes britisches Mandat in diesem Gebiet nötig. Nur ein Kommissionsmitglied stimmte für diesen Vorschlag, drei stimmten dagegen, um nicht 100.000 Arabern aus diesem Grund die Unabhängigkeit vorenthalten zu müssen.[2]
- Plan C – Ganz Galiläa verbleibt unter dem Mandat. Der Negev und Jerusalem mit Umgebung verbleiben unter dem Mandat. Als jüdischer Staat ist nur ein Gebiet von 1300 km² zwischen Tel Aviv und Zichron vorgesehen, dem zusätzlich eine kleine Exklave um Rechovot zugeteilt wird, der Rest des Gebietes ist für einen arabischen Staat vorgesehen. Zwei Kommissionsmitglieder, darunter Woodhead, stimmten zu, ohne dies zu empfehlen.[2]